# جيف جيسي
جيف جيسي (بالإنجليزية: Jeff Gyasi)‏ هو لاعب كرة قدم نيجيري في مركز قلب الدفاع، ولد في 4 يناير 1989 في غلادبيك في ألمانيا. لعب مع روت فايس أوبرهاوزن وفيهين فيسبادن.

## وصلات خارجية
- جيف جيسي على موقع قاعدة بيانات كرة القدم.إي يو (الإنجليزية)
- جيف جيسي على موقع بيانات كرة القدم. دي إي (الألمانية)
- جيف جيسي على موقع Soccerway.com (الإنجليزية)
- جيف جيسي على موقع عالم كرة القدم.نت (الإنجليزية)